# Wapen van Voeren

Het wapen van Voeren (sinds 1988).

Het wapen van Voeren is het heraldisch wapen van de Limburgse gemeente Voeren. Het wapen werd op 15 maart 1989 bij Ministerieel Besluit aan de nieuwe fusiegemeente Voeren toegekend.

## Geschiedenis
Nadat de gemeenten 's-Gravenvoeren, Moelingen, Remersdaal, Sint-Martens-Voeren, Sint-Pieters-Voeren en Teuven in 1977 waren gefusioneerd tot de nieuwe fusiegemeente Voeren, werd als nieuw gemeentewapen gekozen voor het samengesteld schild van het wapen van Brabant en wapen van Limburg. Dit wapen werd reeds door 's-Gravenvoeren gebruikt als gemeentewapen, zij het met dekkleed, helm en helmteken alsook een niet-dubbelstaartige Limburgse leeuw, hetwelk was gebaseerd op zegels van deze plaats uit de 16e en 17e eeuw. Historisch gezien behoorden verscheidene delen van Voeren tot het graafschap Dalhem (Moelingen, 's-Gravenvoeren en Sint-Martens-Voeren, tot 1251 ook Sint-Pieters-Voeren), dat sinds 1239 in handen was van de hertog van Brabant, terwijl de deelgemeenten Remersdaal en Teuven deel uitmaakten van de Dietse hoogbank Montzen van het hertogdom Limburg (sinds de slag bij Woeringen (1288) ook in handen van de hertog van Brabant, die sindsdien een samengesteld schild voerde).

## Blazoenering
De huidige blazoenering luidt:

Gevierendeeld 1. en 4. in zilver een dubbelstaartige leeuw van keel, gekroond, geklauwd en getongd van goud 2. en 3. in sabel een leeuw van goud, geklauwd en getongd van keel.
— Ministerieel Besluit van 15 maart 1989.

## Verwante wapens

Wapen van Hoeilaart (België).
Wapen van 's-Hertogenbosch (Nederland).
Wapen van Waalwijk (Nederland).